# Sophie von Berswordt
Sophie von Berswordt, officieel Sophie von Berswordt-Wallrabe (Alkmaar, 21 mei 1996), is een Nederlands mountainbikester en wegwielrenster.

## Biografie
Sophie von Berswordt is een telg uit het Duitse adellijke geslacht Von Berswordt-Wallrabe. Omdat haar vader door haar grootouders werd geadopteerd, bezit ze geen adellijke titel. Ze groeide op in Alkmaar en begon daar al vroeg met mountainbiken. Doordat ze naar eigen zeggen als gevolg van haar perfectionisme overtraind raakte, verloor ze rond haar achttiende tijdelijk haar sportambities.
In 2014 begon Von Berswordt aan een rechtenstudie aan de Universiteit Maastricht. Door de ligging van haar nieuwe woonplaats nabij het Zuid-Limburgse Heuvelland, de Voerstreek en de Ardennen kwam de gedrevenheid voor het mountainbiken op topsportniveau weer terug.
Von Berswordt won in 2018 de marathon tijdens de Nederlandse kampioenschappen mountainbike.
In 2023 kondigde von Berswordt aan zich vanaf 2024 volledig toe te leggen op het wegwielrennen. Ze ondertekende een tweejarig contract bij Visma-Lease a Bike. Een ploeg uit de UCI Women's World Tour.

## Palmares

### Wegwielrennen

#### Resultaten in voornaamste wedstrijden
|      | \| Jaar \| Gent-Wevelgem \| Ronde van Vlaanderen \| Parijs-Roubaix \| Amstel Gold Race \| \| ---- \| ------------- \| -------------------- \| -------------- \| ---------------- \| \| 2024 \| 27e \| 55e \| 14e \| 64e \| \| 2025 \| 69e \| 62e \| 17e \| 80e \| |                      |                |                  |
| Jaar | Gent-Wevelgem | Ronde van Vlaanderen | Parijs-Roubaix | Amstel Gold Race |
| 2024 | 27e | 55e                  | 14e            | 64e              |
| 2025 | 69e | 62e                  | 17e            | 80e              |

### Marathon
2018
Rye Bike Festival
 Nederlands kampioen, Mountainbike marathon
2023
 Nederlands kampioen, Mountainbike marathon

### Cross-country
| Seizoen | Wereldbeker | OS  | WK  | EK  | NK     | Overige                 | Totaal aantal zeges |  |
| ------- | ----------- | --- | --- | --- | ------ | ----------------------- | ------------------- |  |
| 2015    |             | NVT | NVT | NVT | 8e     |                         | 0                   |  |
| 2016    |             | DNQ | NVT | NVT | 7e     |                         | 0                   |  |
| 2017    |             | NVT | NVT | NVT | 4e     | Kluisbergen, Zoetermeer | 2                   |  |
| 2018    |             | NVT | NVT | NVT | NVT    | Spaarnwoude, Sittard    | 2                   |  |
| 2019    |             | NVT | 44e | 11e | Brons  | Sittard                 | 1                   |  |
| 2020    |             | NVT | 36e | 20e | 4e     | Beringen, Spaarnwoude   | 2                   |  |
| 2021    |             | DNQ | 15e | 10e | Zilver |                         | 0                   |  |
| 2022    |             | NVT | 54e | 35e | DNS    |                         | 0                   |  |
| 2023    |             | NVT | DNS | DNS | Brons  | Girona                  | 1                   |  |
|         |             |     |     |     |        |                         |                     |  |
| Totaal  | 0           | 0   | 0   | 0   | 0      | 8                       | 8                   |  |

### Jeugd
Nederlands kampioen, Mountainbike Cross-country U23: (2018)

## Ploegen
- 2024 –  Team Visma-Lease a Bike
- 2025 –  Team Visma-Lease a Bike

Achtereekte · van Agt · von Berswordt · van Empel · Geurts · Henderson · Markus · Nooijen · Oudeman · Reijnhout · Riedmann · Veenhoven · Vigié · Vos · de Vries (vanaf 4/6) · Wolff (stage vanaf 7/9)
Achtereekte · van Agt · von Berswordt · Bunel · Chladoňová · van Empel · Ferrand-Prévot · Fidanza · Geurts · Nooijen · Oudeman · Reijnhout · Riedmann · Veenhoven · Vigié · Vos · de Vries · Wolff